# Montelibretti
Montelibretti ist eine Gemeinde in der Metropolitanstadt Rom in der italienischen Region Latium mit 5137 Einwohnern (Stand 31. Dezember 2023). Sie liegt 48 Kilometer nördlich von Rom.
|  |

## Geographie
Montelibretti liegt in den Monti Sabini.

## Geschichte
Im Gebiet Colle del Forno finden sich 18 in den Tuff geschlagene Gräber aus dem 7. bis 6. Jahrhundert v. Chr. Möglicherweise gehörten sie zur antiken Stadt Eretum, der ersten Stadt der Sabiner an der Via Salaria, die heute von vielen Archäologen als Vorgängerstadt des Ortsteils Casacotta angesehen wird. Sie wurde von Gaius Nautius Rutilus 458 v. Chr. für Rom erobert. Aus Eretum stammte die mächtige Familie der Valerii.  Im Zuge normannischer Vorstöße zwischen 1056 und 1059 zerstört, erlebte die Siedlung verschiedene Besitzerwechsel. Im Jahre 1337 gelangte der Ort an die Orsini, die ihn 1644 wegen finanzieller Probleme wie Montorio Romano und Monteflavio an die Barberini veräußerten. Schon 1664 ging er schließlich durch eine Heirat an die Colonna di Sciarra über. Im Jahre 1870 kam der Ort an den italienischen Nationalstaat. 

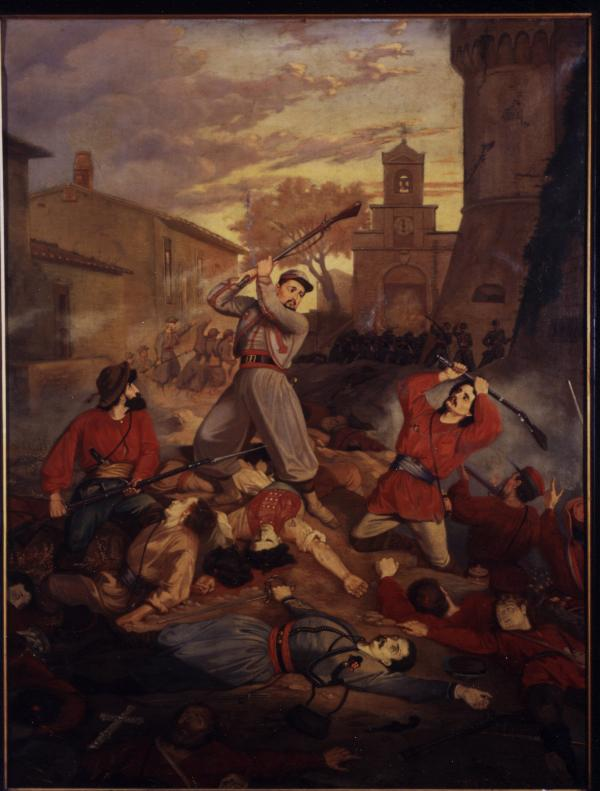
Zuavengefecht in Montelibretti am 13. Oktober 1867. Hier riss der deutsche Feldwebel Bach die Initiative an sich und übernahm eigenständig die Führung seiner Truppe, weswegen er noch auf dem Schlachtfeld zum Offizier befördert wurde.

1867 fand hier ein blutiges Gefecht zwischen päpstlichen Zuaven und italienischen Aufständischen Garibaldis statt, das wegen seines dramatischen Verlaufs auch mehrfach in der zeitgenössischen Literatur erwähnt wird und von dem es ein Gedenkgemälde gibt. Am 13. Oktober sollte das befestigte und auf einer mit Weinbergen bewachsenen Anhöhe liegende Dorf Montelibretti von dem Papstsoldaten genommen werden. Entgegen ersten Annahmen war es von Garibaldis „Rothemden“ stark besetzt. Eine Zuavenkompanie – 90 Mann – griff gegen Abend an. Nach einem kurzen Vorpostengefecht kam es zu erbittertem Nahkampf, da die Papstsoldaten bis zum Festungstor stürmten und sogar in das Dorf eindrangen. Beide Führer der Kompanie fielen. Die zahlenmäßig unterlegenen Zuaven kämpften wie die Löwen und wurden schrecklich dezimiert. Der Feldwebel Joseph Alois Bach riss selbständig die Initiative an sich, übernahm das Kommando und feuerte seine Kameraden rastlos zum Kampf an, bis er die Unmöglichkeit des weiteren Vordringens einsah. Schließlich sammelte er die Truppe in einem Haus, hart an der Stadtmauer, verschanzte sich dort und leistete die ganze Nacht erbitterten Widerstand, ständig bedroht von der vielfachen Übermacht des Gegners. Am Morgen zählte er neben vielen Toten und Verwundeten noch 16 kampffähige Männer, stellte jedoch überrascht fest, dass der Feind sich – offenbar infolge der heftigen Gegenwehr – unerwartet zurückgezogen hatte. Erst jetzt traf sein Bataillon zur Unterstützung ein. Als Bach Meldung machte, wurde der Bataillonschef Oberstleutnant Athanasius Baron de Charette vom Mut der führerlosen Schar so sehr ergriffen, dass er salutierend seinen Säbel vor ihr senkte und das ganze Bataillon an den 17 nächtlichen Verteidigern des Monte Libretti vorbeidefilieren ließ. Er veranlasste, dass Joseph Alois Bach, per Telegramm, noch auf dem Schlachtfeld zum Offizier befördert und mit dem Ritterkreuz des St. Silvesterordens ausgezeichnet wurde. In der Publikation „Die Streiter für den apostolischen Stuhl im Jahre 1867“ (Verlag für Kunst und Wissenschaft, Frankfurt, 1867) zitiert der Verfasser, Pater Andreas Niedermayer, einen Augenzeugen mit den Worten: „Sergeantmajor Joseph Bach sah aus, wie im Blute gebadet, obgleich er selbst nicht die geringste Schramme hatte. Tags darauf konnte er an seine Eltern in der Bayerischen Rheinpfalz telegraphieren: ‚Seppel wohl und gesund, auf dem Schlachtfeld Offizier geworden.’ “ In der Heimat veranstalteten die Pfälzer Katholiken daraufhin eine Sammlung und stifteten dem berühmten Landsmann in päpstlichen Diensten einen wertvollen Ehrensäbel.
Das Gefecht von Montelibretti und Bachs wackere Tat werden in folgenden Büchern näher behandelt:
- Pater A. Niedermayer: Die Streiter für den apostolischen Stuhl im Jahre 1867 (= Broschüren-Verein. Jg. 3, Nr. 9, ZDB-ID 576481-6). Verlag für Kunst und Wissenschaft, Frankfurt am Main 1867, Seiten 21 u. 22,
- Philipp Laicus (d. i.: Philipp Wasserburg): Silvio. Ein Roman aus den Tagen von Mentana. 2 Bände. Kirchheim Verlag, Mainz 1873,
- Jakob Knauber: Der päpstliche Offizier Joseph Alois Bach (1838–1912) aus Rülzheim (Pfalz). St. Joseph Verlag, Landau-Queichheim 1932 (mit Fotos).

## Bevölkerungsentwicklung
| Jahr      | 1871 | 1901 | 1921 | 1936 | 1951 | 1971 | 1991 | 2001 |
| --------- | ---- | ---- | ---- | ---- | ---- | ---- | ---- | ---- |
| Einwohner | 1082 | 2014 | 2863 | 3244 | 4073 | 4430 | 4846 | 4823 |

Quelle: ISTAT

## Politik
Luca Branciani (Lista Civica: Per Montelibretti Sempre) ist seit dem 5. Juni 2016 Bürgermeister.